# Jemeppe-sur-Meuse

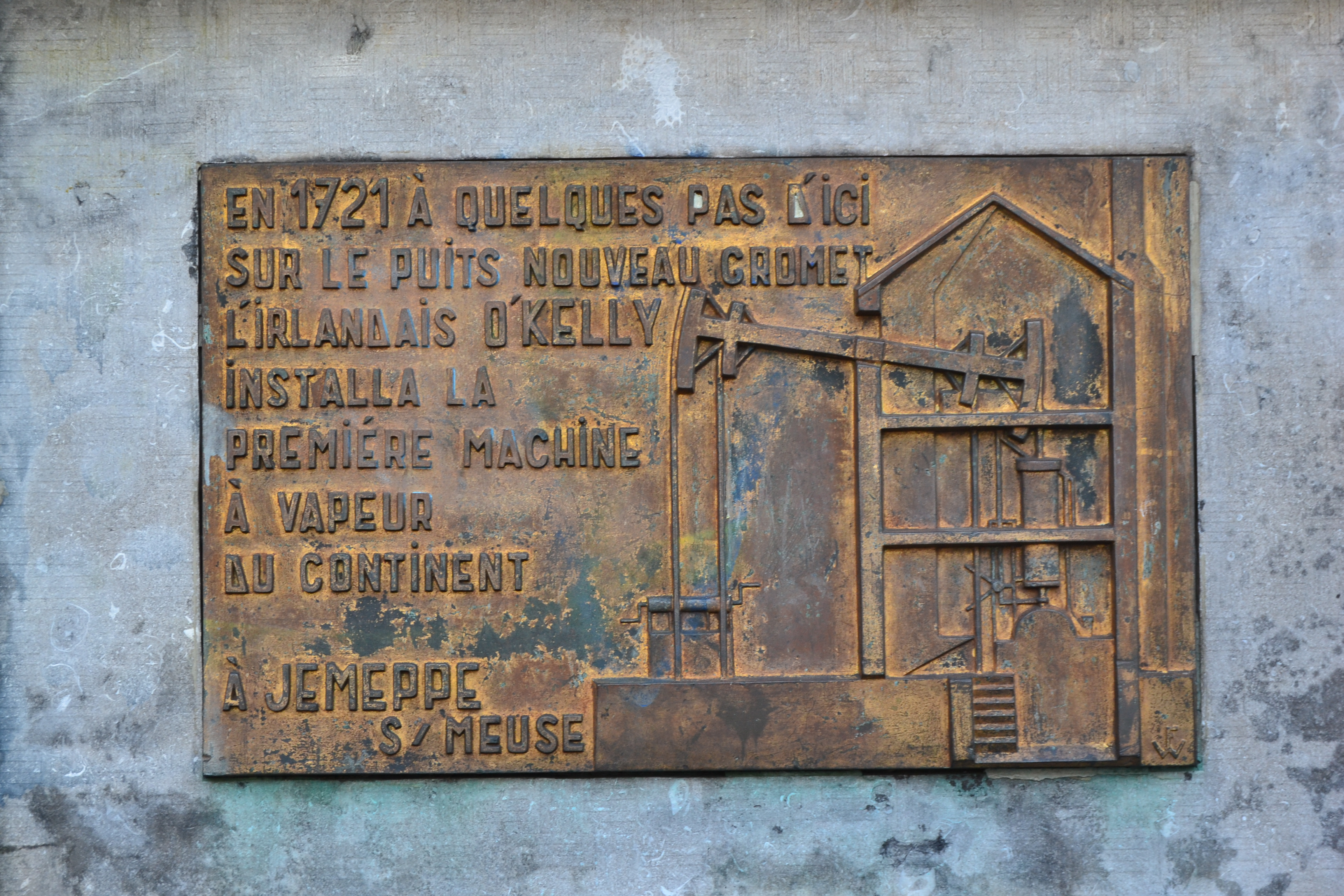
O'Kelly monument

Jemeppe-sur-Meuse is een dorp in de Belgische provincie Luik en een deelgemeente van stad Seraing. Jemeppe ligt op de linkeroever van de Maas, tegenover Seraing. Het is vooral een industrieplaats.
Jemeppe heeft een rijk industrieel verleden, evenals het naburige Seraing, waarmee Jemeppe via een 120 m lange brug (Pont de Seraing) verbonden is. Er is een monument uit 1957 voor de Ier John O'Kelly die in 1720 de eerste stoommachine op het Europese vasteland heeft gebouwd, en wel voor de mijn Vieux Groumet. Dit monument toont de machine op een bronzen plaquette. Deze plaquette is te vinden op de Rue Mabotte ter hoogte van nummer 165 in de gemeente Seraing. Op het plateau bevond zich een zinksmelter van de Vieille Montagne.
In Jemeppe was activiteit op het gebied van steenkoolwinning, uiteindelijk bedreven door de Société anonyme des Charbonnages de Gosson-Kessales (Houillière du Bon Buveur). In de jaren '60 van de 20e eeuw kwam hieraan een einde.
In Jemeppe-sur-Meuse werd in 1910 door Louis Antoine het antoinisme opgericht, een spiritistische godsdienstvorm die, voornamelijk in Wallonië en Frankrijk, tientallen kerkgebouwen (Temples Antoinistes) bezit en waarvan Jemeppe het spirituele centrum vormt.

## Demografische ontwikkeling
- Bronnen:NIS, Opm:1831 tot en met 1970=volkstellingen; 1976 = inwoneraantal op 31 december

## Bezienswaardigheden
Naast een groot aantal woonhuizen en dergelijke, kent Jemeppe de volgende bezienswaardigheden:
- Het Kasteel Courtejoye aan de Rue Arnauld de Lixhy. Het oostelijk deel van het kasteel dateert van de 17e eeuw en vertegenwoordigt de Maaslandse renaissancestijl. In 1980 werd het monument geklasseerd en het bevat tegenwoordig een bibliotheek voor het onderwijs.
- Het Kasteel van Ordange aan de Rue Ferdinand Nicolay. Het is het mooiste kasteel van Jemeppe. De laatste particuliere eigenaars ervan, het echtpaar Gevaert-Thixhon, verkregen het aan het begin van de 20e eeuw. Mevrouw Thixhon en haar drie dochters waren zeer kunstzinnig. Een aantal van hun werken zijn in het kasteel aanwezig. Het is een omwald kasteel met twee ronde torens uit de eerste helft van de 18e eeuw, met een classicistische eetzaal, een 18e-eeuwse keuken, en een oude kapel.
- Het Kasteel Antoine is een versterkt kasteel aan de Rue Alfred de Borre. De donjon stamt uit de 13e eeuw; de rest uit de 17e en 18e eeuw.
- Onze-Lieve-Vrouw-van-Lourdeskerk
- Sint-Lambertuskerk
- Sint-Jozefkerk
- Temple Antoiniste
- Monument voor de musicus Gustave Baivy, van 1920, in neoklassieke stijl, nabij Rue J. Wettinck 46, het voormalige gemeentehuis.

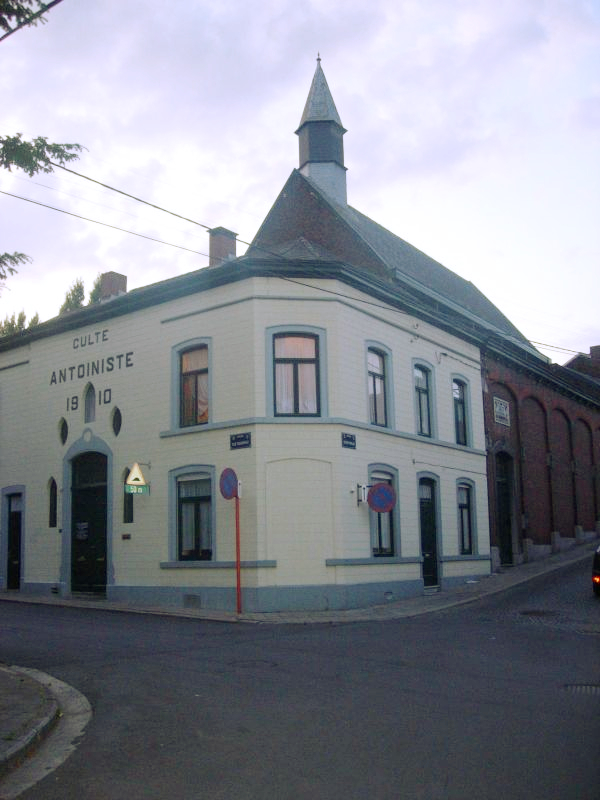
Antoinistische Tempel in Jemeppe-sur-Meuse

## Natuur en landschap
Jemeppe ligt aan de Maas tegenover Seraing. Het centrumgebied nabij de Maas is geheel bebouwd men fabrieken en dergelijke, en ook het nabijgelegen Haspengouws Plateau is in het verleden sterk geïndustrialiseerd geweest met steenkoolmijnen en een zinkfabriek. Dit uit zich in de aanwezigheid van woonwijken en voormalige industriegebieden en terrils.

## Verkeer
Jemeppe ligt aan de rivier de Maas. Langs de Maas loopt de N617. De korte autosnelweg A604 die in het noorden aansluit op het Belgische autosnelwegennet eindigt hier op de N617 en een brug over de Maas richting Seraing.
In het centrum van Jemeppe ligt het station Jemeppe-sur-Meuse op de spoorlijn van Luik naar Namen. Iets meer oostwaarts ligt het station Pont-de-Seraing.

## Geboren
- Rennequin Sualem (1645-1708), mecanicien, bouwde de machine van Marly
- Joseph Gindra (1862-1938), kunstschilder
- Jean Godeaux (1922-2009), bankier

## Nabijgelegen kernen
Seraing, Flémalle-Haute, Flémalle-Grande, Tilleur, Grâce-Berleur, Hollogne-aux-Pierres
Deelgemeenten: Boncelles · Jemeppe-sur-Meuse · Ougrée

Belgische gemeenten · arrondissement Luik · provincie Luik · Wallonië